# Sport Lisboa e Benfica B
O Sport Lisboa e Benfica B é uma equipa de futebol português com sede em Lisboa, sendo a reserva do plantel principal do Benfica. O clube joga os seus jogos no Benfica Futebol Campus n°1, que detém uma capacidade de 2 644 Lugares. A equipa foi fundada em 1999 e dissolvida em 2006, sendo reiniciada novamente em 2012. 
Nesse mesmo ano, foi determinado que as equipas "B" podem entrar diretamente para a Segunda Liga, por isso o Benfica decidiu preparar um novo plantel para a temporada 2012-13, que fosse capaz de sustentar a equipa principal no presente e futuro.

## Plantel
- Atualizado a 24 de janeiro de 2023.[2]

Legenda:
- Capitão
- Jogador lesionado
- Jogador suspenso no campeonato

## Títulos
| Nacionais | Nacionais              | Nacionais | Nacionais |
|           | Competição             | Títulos   | Épocas    |
| --------- | ---------------------- | --------- | --------- |
|           | III Divisão (4º Nível) | 1         | 2004/05   |